# Wołodymyr Pryjomow
Wołodymyr Wołodymyrowycz Pryjomow, ukr. Володимир Володимирович Прийомов (ur. 2 stycznia 1986 roku w Samborze, w obwodzie lwowskim) – ukraiński piłkarz, grający na pozycji pomocnika lub napastnika.

## Kariera piłkarska

### Kariera klubowa
Wychowanek SDJuSzOR Czornomoreć Odessa. W 2002 został piłkarzem niemieckiego klubu Energie Cottbus, ale występował tylko w drużynie młodzieżowej. W 2004 powrócił do Ukrainy, gdzie bronił barw amatorskich zespołów Iwan Odessa i Tyras-2500 Białogród nad Dniestrem. Następnego roku wyjechał do Rosji, gdzie został piłkarzem Saturna Ramienskoje, ale nie rozegrał żadnego meczu i latem przeszedł do Metałurha Donieck, w składzie którego 10 września 2005 debiutował w Wyższej Lidze w meczu przeciwko Wołyni Łuck (4:0). W 2007 przeniósł się do Szachtara Donieck. 23 marca 2008 do końca sezonu został wypożyczony do Czornomorca Odessa. W kwietniu 2010 podpisał kontrakt z klubem Krymtepłycia Mołodiżne, a jesienią występował w FK Ołeksandrija. 2 marca 2011 podpisał 2,5-letni kontrakt z rosyjskiego klubu Krylja Sowietow Samara. 13 sierpnia 2012 roku za obopólną zgodą kontrakt został anulowany. Na początku października 2012 podpisał kontrakt z Krywbasem Krzywy Róg. W lipcu 2013 powrócił do Czornomorca Odessa, w którym grał do końca roku. 6 lutego 2014 podpisał kontrakt z Metałurhem Zaporoże. 2 stycznia 2015 opuścił zaporoski klub. W lutym 2015 przeszedł do Metalista Charków. 19 lipca 2016 przeszedł do irańskiego Persepolis FC. W połowie lutego 2017 anulował kontrakt z klubem, i wkrótce jako wolny agent zasilił skład PFK Oleksandrii. Latem 2017 opuścił klub z Oleksandrii. 13 października 2017 podpisał kontrakt z Olimpikiem Donieck. 6 stycznia 2018 opuścił Olimpik. 24 lutego 2018 został piłkarzem bruneiskiego DPMM FC, grającym w lidze singapurskiej. W marcu 2019 podpisał kontrakt z FK Witebsk, ale nie rozegrał żadnego meczu i 2 lipca 2019 rozwiązał kontrakt z białoruskim klubem.

### Kariera reprezentacyjna
W latach 2005–2007 występował w młodzieżowej reprezentacji Ukrainy. Wcześniej bronił barw juniorskiej reprezentacji U-17 oraz U-19.